# DR 119 sorozat
A DB 219 sorozat és a DB 229 sorozat (korábbi nevén: DR 119 sorozat) egy C'C' tengelyelrendezésű német dízelmozdonysorozat. 1976 és 1985 között gyártotta Romániában az Augusztus 23. Művek. A mozdonyokból összesen 200 db készült.
Eredetileg az alacsonyabb tengelyterhelésű másodlagos fővonalakra tervezték a DR BR 119-es mozdonyokat. Az akkori tervgazdaság nem engedte a keletnémet ipar számára, a saját mozdony gyártását. A SZU-ban pedig csak magasabb tengelyterhelésű mozdonyokat tudott gyártani. Ekkora teljesítményű és ilyen alacsony tengelyterhelésű mozdonyokat csak a romániai Augusztus 23.-a gyár vállalt gyártani.
A kettős szerkezetű dízel-hidraulikus mozdonyokat úgy tervezték, hogy többféle dízelmotort képes legyen befogadni. Eredetileg a mozdonyban licenc alapján gyártott MB dízelmotort építettek be, de a mozdonyba be lehetett építeni a régebbi BR 118-as KVD motorját is. Tengelyterhelése max 16 tonna volt, legnagyobb sebessége 140 km/h. Sajnos a gép ugyanolyan minőségben készült mint a MÁV M47/M43 mozdonyai, többet álltak a műhelyben mint a vonalon futottak volna, ebből (elmerültek a fűtőházban és hónapokig ki sem jöttek) és kör alakú géptérablakai miatt az U-boot becenevet kapták. A mozdonyt villamos vonatfűtéssel látták el, mely a két motor között hidraulikus kapcsolattal csatlakozott a dízelmotorokhoz. Ez az egyedi megoldás sem épp a legmegbízhatóbb megoldások közé tartozott, sem az eredeti angol vezérlés, sem a későbbi német nem tudta a megkívánt vonatfűtés vezérlést megvalósítani. Eredetileg a 118-as sorozat kiváltására és modernizálására szánt mozdonyok pont a régebbi mozdonyok alkatrészeivel tudtak jobban üzemelni. Többször előfordult, hogy két üzemképtelen mozdonyból egyet készítettek. Az így üzemképtelen mozdonyokat pedig korábban küldték magasabb szintű javításra. A gyárból kikerült mozdonyokat először a keletnémet vasutak számára először "germanizálták", alaposan átnézték és a silány minőségű alkatrészeket német alkatrészekre cserélték.
A járművek sajnálatos üzemkészségük és az olajválság miatt a keletnémet vasút erőteljes villamosításba kezdett. Emiatt ezeket gépeket igen hamar leállították, illetve a kilencvenes évek elején húsz járművet remotorizáltak.